# Idaea subrufaria
Idaea subrufaria är en fjärilsart som beskrevs av Otto Staudinger 1900. Idaea subrufaria ingår i släktet Idaea och familjen mätare. Inga underarter finns listade i Catalogue of Life.